# Neoconis unam
Neoconis unam is een insect uit de familie van de dwerggaasvliegen (Coniopterygidae), die tot de orde netvleugeligen (Neuroptera) behoort. 
De wetenschappelijke naam Neoconis unam is voor het eerst geldig gepubliceerd door Monserrat in 1985.